# Championnats panaméricains juniors d'athlétisme 2013
Navigation
Ch. panaméricains juniors 2011 Ch. panaméricains juniors 2015
Les 17es Championnats panaméricains juniors d'athlétisme se déroulent à Medellín du 23 au 25 août 2013 au stade Alfonso-Galvis-Duque. Ils devaient initialement avoir lieu à Lima, qui a renoncé.

## Podiums

### Hommes
| Épreuve | Or                                                                 | Or             | Argent                                                                          | Argent         | Bronze                                                                    | Bronze         |
| --- | ------------------------------------------------------------------ | -------------- | ------------------------------------------------------------------------------- | -------------- | ------------------------------------------------------------------------- | -------------- |
| 100 m | Zharnel Hughes Anguilla                                            | 10 s 31        | Andre De Grasse Canada                                                          | 10 s 36        | Trayvon Bromell États-Unis                                                | 10 s 44        |
| 200 m | Reynier Mena Cuba                                                  | 20 s 63        | Victor Mourão Brésil                                                            | 20 s 73        | Andre De Grasse Canada                                                    | 20 s 74        |
| 400 m | Brandon McBride Canada                                             | 45 s 89        | Yoandys Lescay Cuba                                                             | 45 s 90        | Alejandro Perlaza Colombie                                                | 46 s 42        |
| 800 m | Bryan Martínez Mexique                                             | 1 min 50 s 35  | Miguel Cifuentes Colombie                                                       | 1 min 51 s 10  | Andre Colebrooke Bahamas                                                  | 1 min 51 s 47  |
| 1 500 m | Craig Engels États-Unis                                            | 3 min 53 s 12  | Thiago do Rosário Brésil                                                        | 3 min 54 s 22  | Edgar Quiroz Mexique                                                      | 3 min 54 s 85  |
| 5 000 m | Edgar Quiroz Mexique                                               | 14 min 44 s 54 | Thiago do Rosário Brésil                                                        | 14 min 52 s 46 | Thomas Awad États-Unis                                                    | 14 min 55 s 53 |
| 10 000 m | Matt McClintock États-Unis                                         | 31 min 12 s 39 | Jupiter Casas Mexique                                                           | 31 min 20 s 77 | Walter Colop Guatemala                                                    | 31 min 20 s 98 |
| 110 m haies | Juan Carlos Moreno Colombie                                        | 13 s 42        | Tony Brown États-Unis                                                           | 13 s 47        | David Franco Venezuela                                                    | 13 s 61        |
| 400 m haies | Khallifah Rosser États-Unis                                        | 50 s 75        | Scottie Hearns États-Unis                                                       | 50 s 96        | Jefferson Carmona Colombie                                                | 51 s 37        |
| 3 000 m steeple | Yuber Echeverry Colombie                                           | 9 min 16 s 37  | Antoine Thibeault Canada                                                        | 9 min 17 s 09  | Nelson Blanco Colombie                                                    | 9 min 25 s 57  |
| 4 × 100 m | États-Unis Tevin Hester Cameron Burrell Riak Reese Trayvon Bromell | 39 s 17        | Jamaïque Jevaughn Minzie Jazeel Murphy Antonio Henry Odail Todd                 | 39 s 68        | Brésil Rodrigo Nascimento Victor Mourão Luis Silva Ricardo Souza          | 39 s 96        |
| 4 × 400 m | États-Unis Marcus Chambers Alexis Robinson Lamar Bruton Juan Green | 3 min 06 s 57  | Brésil Alexander Russo Jucian Pereira Carlos Eduardo Grachet Rodrigo Nascimento | 3 min 06 s 94  | Canada Nathaniel George Christopher Green Jordan Sherwood Brandon McBride | 3 min 07 s 61  |
| 10 000 m marche | Erwin Gonzalez Mexique                                             | 40 min 36 s 85 | Brian Pintado Équateur                                                          | 41 min 21 s 97 | Kenny Perez Colombie                                                      | 41 min 53 s 86 |
| Saut en hauteur | Wally Ellenson États-Unis                                          | 2,16 m         | Christoff Bryan Jamaïque                                                        | 2,16 m         | Justin Fondren États-Unis                                                 | 2,13 m         |
| Saut à la perche | Shawnacy Barber Canada                                             | 5,35 m         | Dylan Duvio États-Unis                                                          | 5,20 m         | Daven Murphree États-Unis                                                 | 4,90 m         |
| Saut en longueur | Higor Alves Brésil                                                 | 7,95 m         | Andre Jefferson États-Unis                                                      | 7,92 m         | Irvin Castillo Mexique                                                    | 7,48 m         |
| Triple saut | Lázaro Martínez Cuba                                               | 16,49 m        | Timothy White-Edwards États-Unis                                                | 16,49 m        | Felix Obi États-Unis                                                      | 15,75 m        |
| Lancer du poids | Joshua Freeman États-Unis                                          | 20,20 m        | Coy Blair États-Unis                                                            | 19,69 m        | Nelson Fernandes Brésil                                                   | 19,35 m        |
| Lancer du disque | Hayden Reed États-Unis                                             | 62,49 m        | Mauricio Ortega Giron Colombie                                                  | 61,77 m        | Reginald Jagers États-Unis                                                | 59,30 m        |
| Lancer du marteau | Diego del Real Galindo Mexique                                     | 72,99 m        | Rudy Winkler États-Unis                                                         | 71,79 m        | Humberto Mansilla Chili                                                   | 68,44 m        |
| Lancer du javelot | Pascal Schwarz Îles Caïmans                                        | 72,82 m        | Janeil Craig Brésil                                                             | 69,38 m        | John Krzyszkowski Canada                                                  | 67,38 m        |
| Décathlon | Felipe Vinícius Brésil                                             | 7762 pts       | Abdel-Kader Hernandez Cuba                                                      | 7515 pts       | Jefferson Santos Brésil                                                   | 7478 pts       |
| Records et Performances - AR : Record continental (area record) - CR : Record des championnats (championship record) - MR : Record du meeting (meet record) - NR : Record national (national record) - OR : Record olympique (olympic record) - PR : Record paralympique (paralympic record) - PB : Record personnel (personal best) - SB : Meilleure performance personnelle de la saison (season's best) - WL : Meilleure performance mondiale de l'année (world leader) - WJR : Record du monde junior (world junior record) - WR : Record du monde (world record) Circonstances et Conditions - DNF : N'a pas terminé (did not finish) - DNS : N'a pas pris le départ (did not start) - DQ : Disqualification (disqualification) - NM : Aucun essai valable enregistré (No Mark) - Q : Qualifié « directement » au prochain tour (ou à la prochaine compétition), lors d'une compétition majeure, grâce au classement ou à la réalisation des minima (automatic qualifier) - q : Qualifié au prochain tour (ou à la prochaine compétition), lors d'une compétition majeure, grâce au repêchage ou à la réalisation de l'une des meilleures performances parmi celles des « non qualifiés directement » (grâce au meilleur temps ou à la meilleure distance par exemple) (secondary qualifier) |                                                                    |                |                                                                                 |                |                                                                           |                |

### Femmes
| Épreuve | Or                                                                       | Or             | Argent                                                                       | Argent         | Bronze                                                                 | Bronze         |
| --- | ------------------------------------------------------------------------ | -------------- | ---------------------------------------------------------------------------- | -------------- | ---------------------------------------------------------------------- | -------------- |
| 100 m | Arialis Gandulla Martínez Cuba                                           | 11 s 32        | Jennifer Madu États-Unis                                                     | 11 s 37        | Ángela Tenorio Équateur                                                | 11 s 37        |
| 200 m | Arialis Gandulla Martínez Cuba                                           | 23 s 27        | Ángela Tenorio Équateur                                                      | 23 s 34        | Omhunique Browne Saint-Christophe-et-Niévès                            | 23 s 48        |
| 400 m | Courtney Okolo États-Unis                                                | 52 s 19        | Kendall Baisden États-Unis                                                   | 52 s 59        | Sage Watson Canada                                                     | 52 s 68        |
| 800 m | Jenna Westaway Canada                                                    | 2 min 06 s 94  | Olicia Williams États-Unis                                                   | 2 min 08 s 85  | Vanessa McLeod Canada                                                  | 2 min 09 s 74  |
| 1 500 m | Julia Zrinyi Canada                                                      | 4 min 36 s 88  | Kelsey Margey États-Unis                                                     | 4 min 38 s 84  | Arantza Flores Mexique                                                 | 4 min 39 s 85  |
| 3 000 m | Zulema Huacasi Pérou                                                     | 9 min 42 s 70  | Madeline McDonald Canada                                                     | 9 min 56 s 65  | Lucy Perez Pérou                                                       | 10 min 07 s 76 |
| 5 000 m | Hetaria Palacios Pérou                                                   | 18 min 11 s 57 | Monica Garcia Colombie                                                       | 18 min 13 s 83 | Sunilda Lozano Pérou                                                   | 18 min 17 s 75 |
| 100 m haies | Alexis Perry États-Unis                                                  | 13 s 56        | Nicole Setterington Canada                                                   | 13 s 57        | Genesis Romero Venezuela                                               | 13 s 65        |
| 400 m haies | Sage Watson Canada                                                       | 56 s 81        | Jade Miller États-Unis                                                       | 58 s 12        | Jessica Gelibert Haïti                                                 | 58 s 20        |
| 3 000 m steeple | Zulema Huacasi Pérou                                                     | 10 min 28 s 94 | Briana Nerud États-Unis                                                      | 10 min 46 s 88 | Elisa Hernandez Mexique                                                | 11 min 02 s 05 |
| 4 × 100 m | États-Unis Morolake Akinosun Jennifer Madu Alexis Faulknor Anna Holland  | 43 s 97        | Canada Deshaunda Morrison Amelia Brohman Nicole Setterington Khamica Bingham | 46 s 13        | Colombie Daniela Cuellar Janeth Largacha Alison Mina Jackeline Arizala | 46 s 55        |
| 4 × 400 m | États-Unis Robin Reynolds Kendall Baisden Olicia Williams Courtney Okolo | 3 min 36 s 48  | Canada Marie-Colombe St. Pierre Jenna Westaway Vanessa McLeod Sage Watson    | 3 min 41 s 53  | Colombie Diana Cruz Julieth Caballero Tatiana Sanchez Janeth Largacha  | 3 min 44 s 08  |
| 10 000 m marche | Elysle Albino Brésil                                                     | 50 min 26 s 44 | Sara Pulido Colombie                                                         | 50 min 44 s 19 | Maritza Tzul Guatemala                                                 | 50 min 50 s 37 |
| Saut en hauteur | Daniellys Garay Cuba                                                     | 1,76 m         | Yulimar Rojas Venezuela                                                      | 1,76 m         | Thea Lafond Dominique                                                  | 1,76 m         |
| Saut à la perche | Alysha Newman Canada                                                     | 4,40 m CR      | Robeilys Peinado Venezuela                                                   | 4,40 m CR      | Noelina Madarieta Argentine                                            | 4,00 m         |
| Saut en longueur | Alexis Faulknor États-Unis                                               | 6,24 m         | Genesis Romero Venezuela                                                     | 6,04 m         | Yuliana Angulo Équateur                                                | 6,01 m         |
| Triple saut | Paula Ross Cuba                                                          | 13,57 m        | Gabriele dos Santos Brésil                                                   | 13,35 m        | Núbia Soares Brésil                                                    | 13,33 m        |
| Lancer du poids | Stamatia Scarvelis États-Unis                                            | 15,46 m        | Isabela Rodriguez da Silva Brésil                                            | 14,90 m        | Chase Ealey États-Unis                                                 | 14,88 m        |
| Lancer du disque | Izabela da Silva Brésil                                                  | 54,15 m        | Magdalyn Ewen États-Unis                                                     | 50,48 m        | Maia Varela Argentine                                                  | 50,44 m        |
| Lancer du marteau | Hassana Divó Liser Cuba                                                  | 60,94 m        | Avana Story États-Unis                                                       | 57,40 m        | Kayla Gallagher Canada                                                 | 56,58 m        |
| Lancer du javelot | Megan Glasman États-Unis                                                 | 53,93 m CR     | Yulemnis Martínez Cuba                                                       | 50,00 m        | María Mello Uruguay                                                    | 49,07 m        |
| Heptathlon | Yusleidys Valasquez Cuba                                                 | 5 627 pts      | Kendell Williams États-Unis                                                  | 5 572 pts      | Georgia Ellenwood Canada                                               | 5 493 pts      |
| Records et Performances - AR : Record continental (area record) - CR : Record des championnats (championship record) - MR : Record du meeting (meet record) - NR : Record national (national record) - OR : Record olympique (olympic record) - PR : Record paralympique (paralympic record) - PB : Record personnel (personal best) - SB : Meilleure performance personnelle de la saison (season's best) - WL : Meilleure performance mondiale de l'année (world leader) - WJR : Record du monde junior (world junior record) - WR : Record du monde (world record) Circonstances et Conditions - DNF : N'a pas terminé (did not finish) - DNS : N'a pas pris le départ (did not start) - DQ : Disqualification (disqualification) - NM : Aucun essai valable enregistré (No Mark) - Q : Qualifié « directement » au prochain tour (ou à la prochaine compétition), lors d'une compétition majeure, grâce au classement ou à la réalisation des minima (automatic qualifier) - q : Qualifié au prochain tour (ou à la prochaine compétition), lors d'une compétition majeure, grâce au repêchage ou à la réalisation de l'une des meilleures performances parmi celles des « non qualifiés directement » (grâce au meilleur temps ou à la meilleure distance par exemple) (secondary qualifier) |                                                                          |                |                                                                              |                |                                                                        |                |

## Tableau des médailles
| Rang  | Nation                     | Or | Argent | Bronze | Total |
| ----- | -------------------------- | -- | ------ | ------ | ----- |
| 1     | États-Unis                 | 15 | 16     | 7      | 38    |
| 2     | Cuba                       | 8  | 3      | 0      | 11    |
| 3     | Canada                     | 6  | 6      | 7      | 19    |
| 4     | Brésil                     | 4  | 6      | 4      | 14    |
| 5     | Mexique                    | 4  | 1      | 4      | 9     |
| 6     | Pérou                      | 3  | 0      | 2      | 5     |
| 7     | Colombie                   | 2  | 4      | 6      | 12    |
| 8     | Anguilla                   | 1  | 0      | 0      | 1     |
| 8     | Îles Caïmans               | 1  | 0      | 0      | 1     |
| 10    | Venezuela                  | 0  | 3      | 2      | 5     |
| 11    | Équateur                   | 0  | 2      | 2      | 4     |
| 12    | Jamaïque                   | 0  | 2      | 0      | 2     |
| 13    | Barbade                    | 0  | 1      | 0      | 1     |
| 14    | Argentine                  | 0  | 0      | 2      | 2     |
| 14    | Guatemala                  | 0  | 0      | 2      | 2     |
| 16    | Bahamas                    | 0  | 0      | 1      | 1     |
| 16    | Chili                      | 0  | 0      | 1      | 1     |
| 16    | Dominique                  | 0  | 0      | 1      | 1     |
| 16    | Haïti                      | 0  | 0      | 1      | 1     |
| 16    | Saint-Christophe-et-Niévès | 0  | 0      | 1      | 1     |
| 16    | Uruguay                    | 0  | 0      | 1      | 1     |
| Total | Total                      | 44 | 44     | 44     | 132   |